# Férj

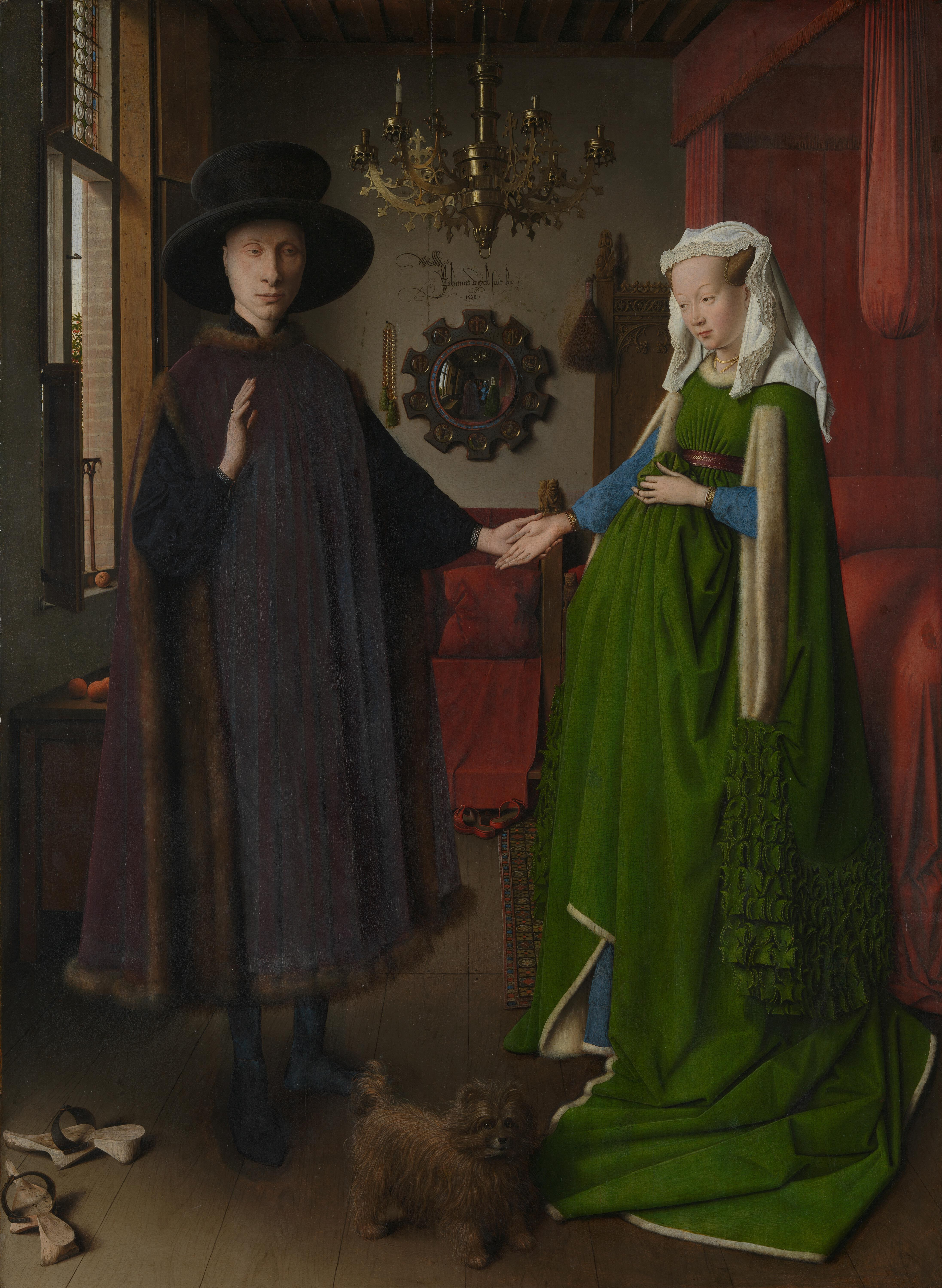
Jan van Eyck: Arnolfini házaspár (1434), National Gallery, London

A férj az a férfi, aki valamely nővel érvényes házasságot kötött. A 2007. évi CLXXXIV. törvény a bejegyzett élettársi kapcsolatról ezen felül férjnek nevezi azt a nagykorú férfit, aki szintén nagykorú férfival, vagy nővel a törvény kitételei szerint érvényes élettársi kapcsolatra lépett. A törvény hatályba lépése előtt a Kereszténydemokrata Néppárt az Alkotmánybírósághoz fordult a törvény felülvizsgálatára vonatkozó kérelmével. Az Alkotmánybíróság 2008. december 15-én a törvényt megsemmisítette, azonban egy új, az Alkotmánybíróság által jobban elfogadható törvény kidolgozása folyamatban van.